# Bafatá (cidade)
Bafatá é uma cidade da Guiné-Bissau pertencente ao sector de mesmo nome, capital da região de Bafatá. Localiza-se às margens da foz do rio Campossa com o rio Geba, ao centro de sua região.
Segundo o censo demográfico de 2009 o sector possuía uma população de 68 956 habitantes, sendo que 28 298 habitantes somente na zona urbana da cidade de Bafatá, distribuídos numa área territorial de 837,0 km². Com tais números, é a terceira mais populosa cidade do país, superada somente por Gabu e Bissau..

## Etimologia
A expressão "bâ-fatá" é uma expressão do fula que significa "o rio está cheio", possivelmente em referência as impressionantes cheias da bacia do Geba, que cobrem extensas áreas às margens dos rios.

## História

### Povoação

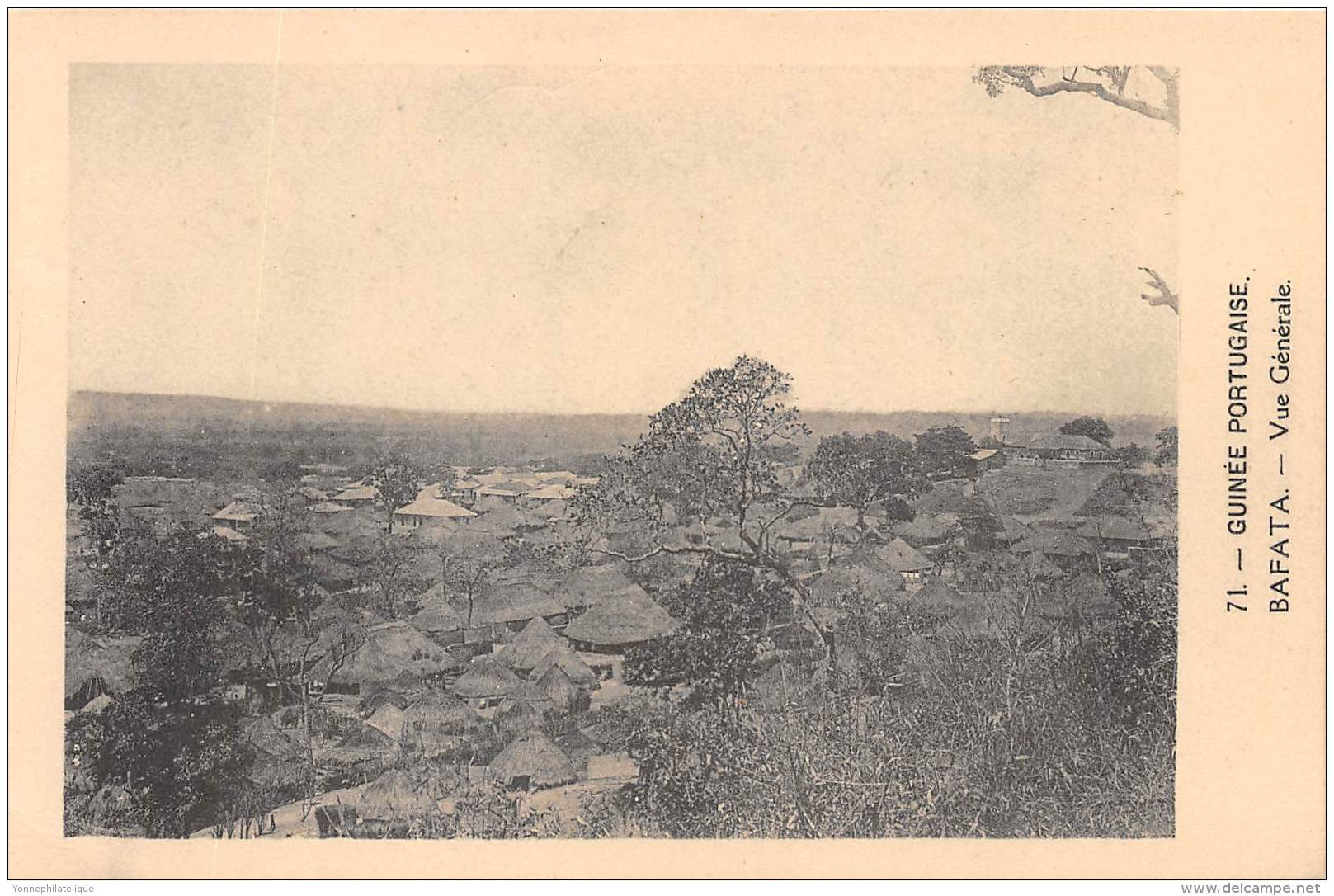
Panorama de Bafatá em 1900.

Embora dado sua localização no vale de um rio, sendo assim suscetível ao contato de tribos nômades e semi-nômades do Saara desde possivelmente o terceiro milênio a.C., considera-se que povos que construíam assentamentos fixos somente apareceram a partir da migração de mandingas do Império Mali datada de 1235.
No ano de 1456 são registrados os primeiros contactos europeus na área, primeiramente com a expedição de navegação de Alvise Cadamosto, que visita o baixo rio Geba e as ilhas Bijagós. Porém foi Diogo Gomes neste mesmo ano que navega mais acima e conhece a já bem estabelecida tabanca do médio rio Geba, que viria ser a atual cidade de Bafatá.
Cerca de 200 anos depois da migração mandinga o Império Songai subjuga e derrota os malis. O organismo político mali torna-se o reino Mali, uma entidade súdita, justamente com domínio sobre o alto e médio rio Geba. O período coincide com as primeiras tabancas bem estabelecidas da área. Posteriormente, coincidindo com a queda total de Songai e do reino Mali, surge, em 1537, o reino de Gabu (era tributário do Mali antes de sua total autonomia), que impõe forte domínio sob toda a área leste da atual Guiné-Bissau.
Nas cercanias de 1615 o governante colonial lusitano Baltasar Pereira de Castelo-Branco envia portugueses à tabanca descoberta por Diogo Gomes, conseguindo formar um posto de comércio denominado "Rio Grande". Os colonos integram-se a sociedade, tornando-se lançados. Numa visita de frei Vitorino do Porto, bispo de Cabo Verde, em 1694, este atesta, em relatório, que a colónia do "Geba" (primeiro registro com este nome) possui surpreendentes 1200 habitantes e está bem estabelecida. Geba era, assim, a maior e mais desenvolvida povoação luso-guineense, tanto que chega a fornecer habitantes para a fundação de Farim, em 1641.

### Posto militar

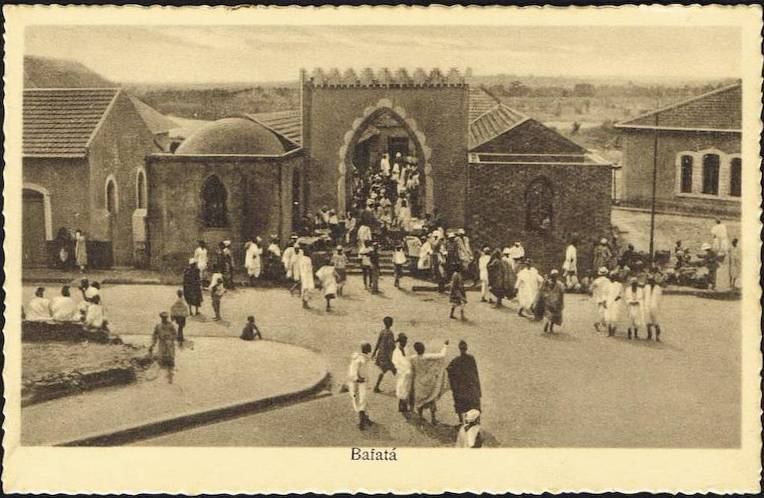
O Mercado Central de Bafatá, em 1930.

O progresso de Geba em questões comerciais e mesmo em sentido de estabilidade político-social é tamanho que ganha uma guarnição militar fixa já no século XVIII. A guarnição é de grande serventia, ocasionalmente socorrendo os portugueses residentes em áreas mais instáveis, como São José de Bissão (actual Bissau) e Cacheu.
O maior ataque militar contra a guarnição de Geba viria ocorrer em 1 de setembro de 1865, quando o poderoso exército do Imamato de Futa Jalom ataca a localidade. Os mesmos fulas de Futa Jalom haviam precipitado a queda do reino de Gabu na batalha de Cansalá, no ano anterior. Os portugueses tentaram tratado de paz com os fulas para evitar a iminente tentativa de invasão do povoado, que acabou por não ser respeitado.
Em 1886 a guarnição de Geba, com 4670 homens, parte numa coluna contra as tropas de Mussá Moló, chefe de guerra do reino do Firdu, que proferia ameaças constantes de invasão dos postos portugueses e do reino aliado de Sam-Corlá.
Em 1890 ocorre uma grande campanha militar dos portugueses contra o reino fula de Moli Boiá, na região de Geba. São destruídas as tabancas de Carantambá, Babacunda, Chenhaba, Juladu, Denadu, Xime, entre outras. Após o ocorrido, os fulas deixam de ser ameaça.
Em 1894 ocorre a maior das nefastas Campanhas de Pacificação e Ocupação da região de Geba, quando os lusitanos, com apoio dos regulados de Badora, Bigene, Xime, Ganadu, Gonsacó, Joladu e Sam-Corlá, organizam uma coluna contra os beafadas, afastando-os para o sul e oeste. A vitória é arrasadora.

### Século XX

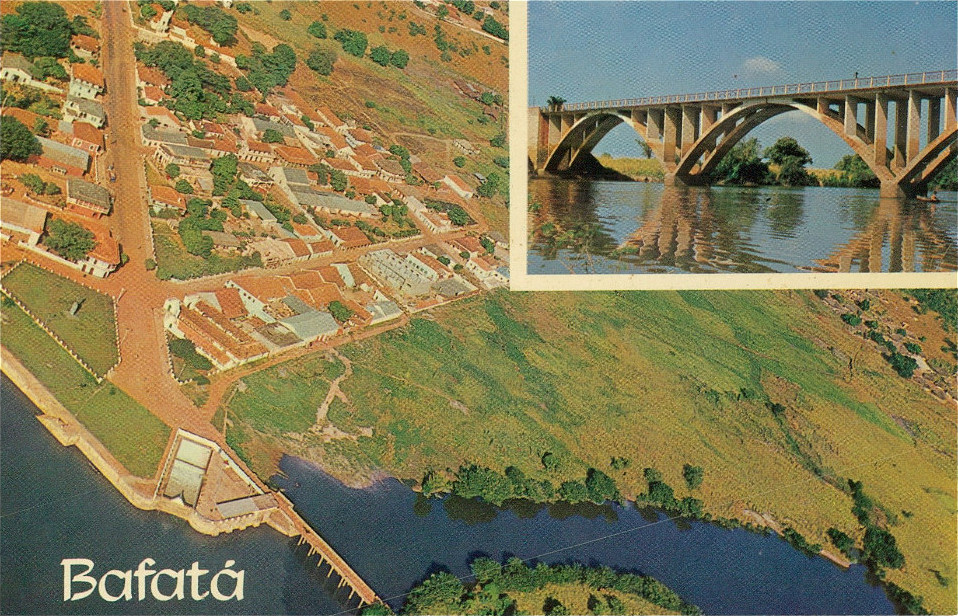
Postal de uma vista aérea de Bafatá e de sua ponte em 1960.

Por intermédio de um diploma real de 1906, o território guineense foi dividido num concelho (Bolama) e seis residências: Bissau, Cacheu, Farim, Geba, Cacine e Buba. Cacheu continuava como capital do distrito de Cacheu, porém perdeu mais da metade de suas terras para a formação dos distritos de Farim (actual Oio) e Geba (actual Bafatá). Geba torna-se capital do distrito de mesmo nome.
Em 4 de agosto de 1913 "Bafatá" (primeiro registro com este nome) recebe o título de vila. O estatuto de vila ainda não era o mais próprio para capitais de subdivisões de primeiro nível, mas era mais adequado do que o de vilarejo.
Na década de 1960 torna-se cidade.

## Geografia
Bafatá está situada às margens do ponto de confluência do rio Campossa com o rio Geba. Os rios são elementos importantíssimos para o surgimento e a própria sobrevivência da cidade e do sector, visto que fornecem-lhe água e alimentos, além de permitir a existência de sua mais vital actividade económica, que é a agricultura.
Sua localização é uma importante zona de conexão entre o oeste (Bissau) e o leste (Gabu), o norte (Farim) e o sul (Quebo), servindo como centro demográfico dinâmico de irradiação. Dista cerca de 150 quilómetros a leste de Bissau.

### Demografia
Os grupos étnicos de mais expressão na cidade-sector são os fulas (50%), com minoria considerável de mandingas (23%). Além destes grupos, há representação de todas as origens guineenses.
A prática religiosa predominante na cidade-sector é o islão, havendo porém minoria importante de cristãos, em sua maioria católicos romanos. Esta, inclusive, possui desde 2001 uma circunscrição eclesiástica ali sediada, a Diocese Católica Romana de Bafatá, uma das duas do país.

### Subdivisões
A cidade é formada pelos núcleos Central de Bafatá, Bijine, Geba-Oeste, Contuba, Cambasse, Priame de Cima, Capé, Sincha Mamudo e Cantauda.

### Clima e vegetação
Segundo a classificação climática de Köppen-Geiger predomina em Bafatá o clima de monções (Am). Em geral, a sensação ambiente é seca, embora a época de cheias e chuvas torrenciais dure 6 meses oficiais.
Bafatá situa-se numa área predominante de savanas secundárias dos terrenos elevados, com árvores e arbustos, além de relevantes fragmentos de povoamentos aquáticos, com as vegetações de beira rio e de zonas alagadiças. As savanas são habitação de macacos e das onças-africanas..

## Economia

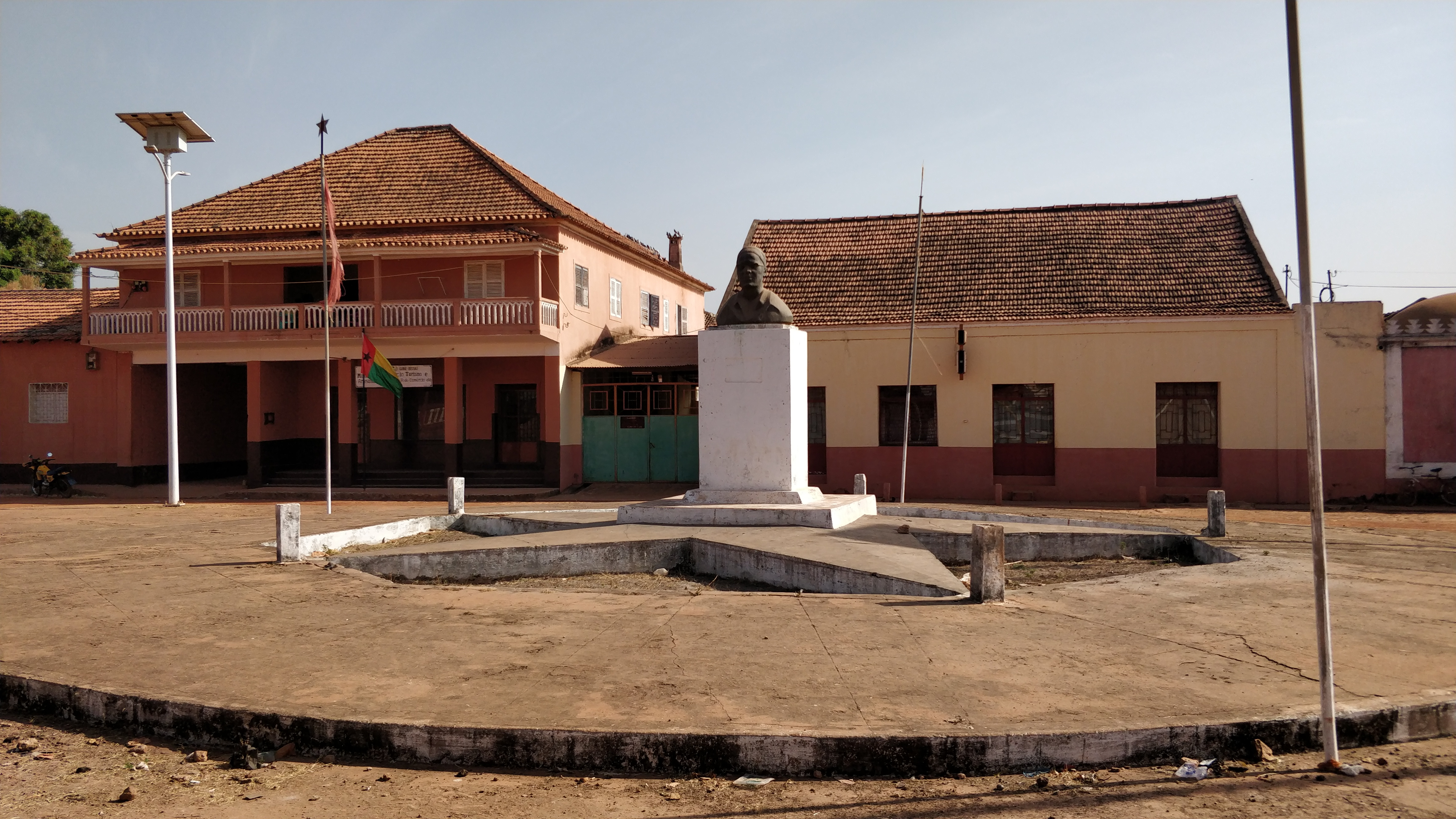
Praça de Bafatá com busto de Amílcar Cabral, em 2019.

A principal actividade económica local é a agricultura, centrada na produção de arroz e tubérculos, que dão a localidade grandes dividendos do comércio com outras porções do país. A pesca e a criação de animas para produção de leite e carnes também gera riqueza nas redondezas.
Uma pequena agroindústria centrada no beneficiamento de carne, leites, ovos e de grãos gera certa massa salarial para a localidade, porém tendo nas olarias (fabricação de tijolos e telhas) seus grandes destaques.
Uma actividade tradicional de Bafatá é a produção de panaria tingida, da cultura soninca (tipo amarrar e tingir), que projeta singularmente o nome da localidade.

## Infraestrutura

### Transportes
Bafatá é um dos mais importantes entroncamentos rodoviários do país, sendo ligada ao território nacional pela Estrada Nacional nº 1 (N1), que a conecta à Bambadinca, ao oeste, e a Gabu, ao leste. Outra rodovia importante é a Estrada Regional nº 1 (R1), que a liga a cidade de Mansabá, ao noroeste. Já pela Estrada Local nº 16 (L16), há acesso a cidade de Gã-Mamudo, ao norte.
Bafatá também possui um pequeno porto fluvial especializado em embarque e desembarque de pescados, além de transportes de passageiros e cargas.

### Comunicações
Entre as operadoras de rádio, há transmissões da Rádio Sol Mansi, da Rádio Jovem Bissau, da Rádio Gandal, da Radio Comunitária de Bafatá e da Radiodifusão Nacional da Guiné-Bissau. Entre as mídias impressas, há circulação do jornal Bantaba di Nobas. Os serviços postais, de encomendas e de cargas da cidade e do sector são geridos pelos Correios da Guiné-Bissau.

## Cultura e lazer

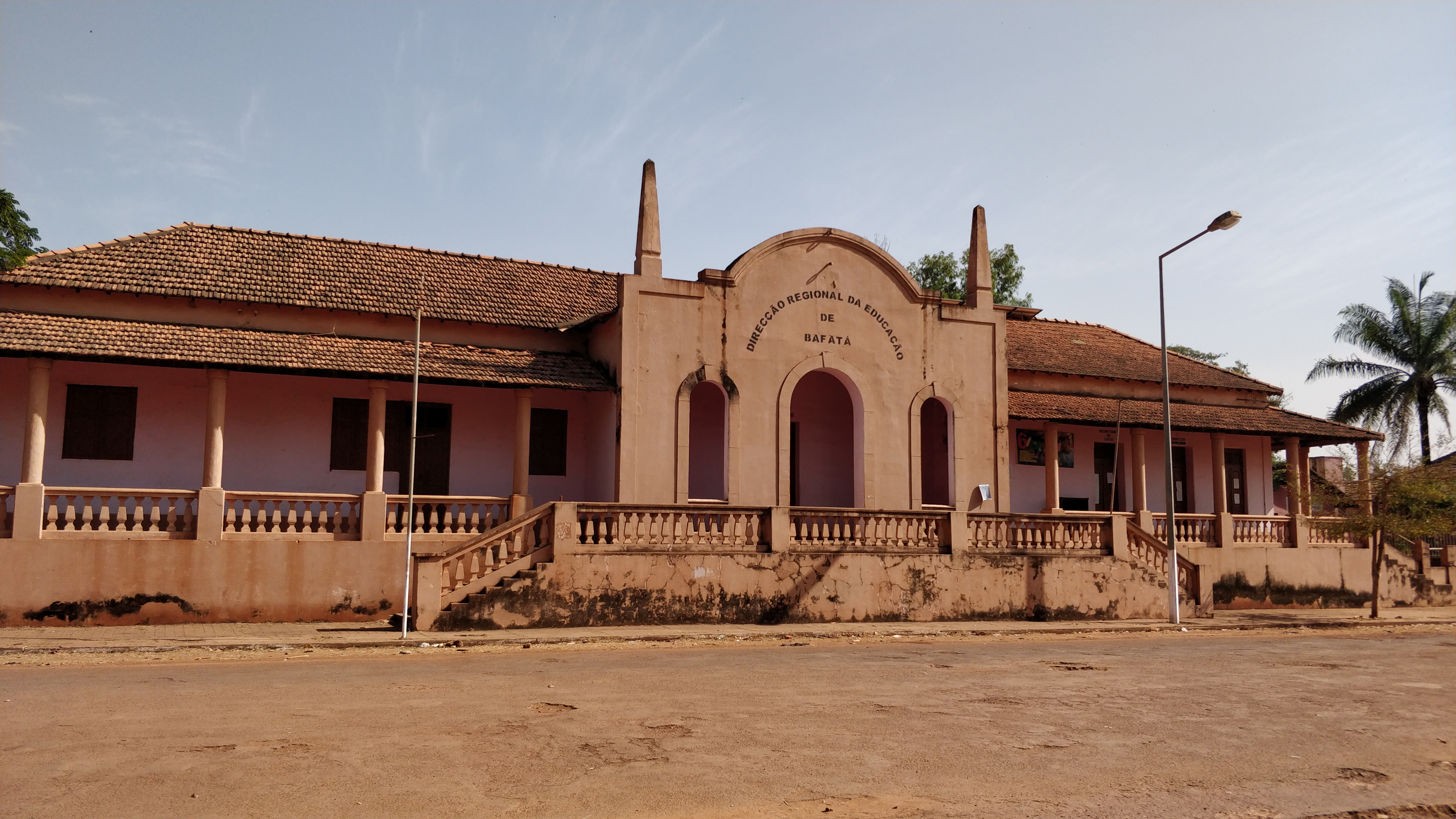
Edifício da Direcção Regional de Educação de Bafatá, em 2019.

### Património histórico-arquitetónico
Na cidade há muitos monumentos histórico-arquitetônicos importantes, em sua maioria ainda herança do período colonial, tais como: Igreja Matriz de Bafatá (1950), Casa do Governador (atual sede da região), o Edifício da Direcção Regional de Educação de Bafatá, Bafatá Filme Clube, Mercado Central de Bafatá (estilo neoárabe), Busto de Amílcar Cabral, Porto-Cais do Geba e o Pombal de Pombos (elemento com estilo colonial português). Já a Casa-Museu de Amílcar Cabral foi um elemento preservado e criado no pós-independência.
Mesmo com tamanho património, Bafatá sofre com problemas de preservação dos mesmos, assim como a maioria das localidades do país. Um exemplo é o da estátua de João Augusto de Oliveira Muzanty, Governador da Guiné entre 1906 e 1909, da autoria do escultor António Duarte, erguida em 1950 na cidade. A estátua permaneceu intacta após a independência, embora tombada no chão. Em 1992 uma realizadora cinematográfica dinamarquesa, produzindo um filme intitulado Amélia, financiado por instituições dinamarquesas e suecas, resolveu partir a estátua para exemplificar como haviam sido derrubadas as estátuas erguidas pelos portugueses. A destruição da estátua não fora autorizado pelas autoridades guineenses, que apenas tiveram conhecimento do vandalismo após o facto consumado. Actualmente permanece ainda o pedestal.

### Desportos
A prática desportiva mais popular bafatense é o futebol, havendo inclusive a equipa profissional Sporting Clube de Bafatá.